# Reiner Knizia
Reiner Walter Knizia (Alemania, 1957) es un diseñador de juegos principalmente conocido por sus juegos de estilo alemán o Eurogames, entre los que están Keltis, Modern Art, Ra y Tigris y Éufrates. Es autor además de algunos libros sobre juegos, y algunas aplicaciones y videojuegos. Ha recibido numerosos galardones por sus obras, como el Spiel des Jahres y el Premio Origins. Ha publicado más de 500 títulos entre libros y juegos, de los que ha vendido más de 13 millones de copias. Vive en Inglaterra desde 1993.

## Trayectoria
Es doctor en matemáticas por la Universidad de Ulm (Alemania), y posee un Master en Ciencia por la Universidad de Siracusa. Empezó trabajando como analista financiero. Publicó sus primeros juegos, Gold Digger y Desperados, en 1990, y desde 1997 es diseñador de juegos a tiempo completo.
Empezó desarrollando juegos para su zine de juego por correo Postspillion, fundado en 1985. El zine aún existe, y  el juego Bretton Woods (diseñado por Knizia), que empezó en 1987, sigue en marcha. Algunos diseños de Knizia han sido adapados a soportes electrónicos: Genial y Keltis cuentan con versiones en CD, y Lost Cities está disponible para Xbox 360. Dr. Reiner Knizia's Brainbenders, juego original para Nintendo DS, fue publicado en 2008, y al año siguiente siguió la versión de Keltis para la misma plataforma. Knizia es autor también de varias aplicaciones para iPhone, como Monumental, Roto y Robot Master.
Reiner Knizia enfatiza que es un diseñador de juegos, no un editor:

"Diseñar juegos y editarlos son dos disciplinas muy distintas. El diseñador crea el juego original con su temática, su sistema de juego y sus principales componentes, enviando un primer prototipo completo al editor. Basándose en el prototipo, el editor gestiona la producción del juego, la promociona y lo vende. [...] Yo me concentro en hacer lo que mejor se me da: diseñar juegos. Esto significa que sólo puedo tener éxito al colaborar con editores fuertes y competentes, que dotan a su trabajo de la misma profesionalidad que creo que doy al mío. Siempre estoy en busca de nuevos editores por todo el mundo, grandes o pequeños, en el mercado tradicional o en el electrónico. Tengo montones de nuevos diseños sin publicar esperando su oportunidad de cobrar vida."

## Premios
Reiner Knizia ha recibido múltiples premios por sus juegos en varios ámbitos y países, entre los que se encuentran cinco Deutscher Spiele Preis, un Spiel des Jahres por Keltis (2008), un Kinderspiel des Jahres por Wer War's (2008), y un Premio Origins por Kingdoms (2002).

## Juegos
Ha creado juegos para todos todas las edades y diferentes estilos: desde juegos infantiles a juegos altamente estratégicos o de rol en vivo. Dentro de esa gran variedad, sus obras son juegos que dependen del azar de forma controlada y que tienen temáticas ornamentales en algunos casos, como ocurre con Ra y Razzia!, que comparten la mayoría de sus reglas y mecánica de juego, pero están ambientados, respectivamente, el uno en el antiguo Egipto, y el otro en el mundo de la mafia de los años 1930 en Estados Unidos.
Al contrario que muchos juegos de mesa tradicionales, las obras de Knizia en ocasiones tienen temáticas abstractas, centradas en la toma de decisiones y la evaluación de riesgos, y que suele manifestarse en la propia mecánica de los juegos. Muchas de sus obras de mayor éxito giran en torno a subastas, como sucede en Ra, Medici y Modern Art.
Algunos juegos de Knizia son:
- Age of War
- Amun-Re (Deutscher Spiele Preis, 2003)
- Beowulf: The Legend
- Blue Moon
- Blue Moon City
- Colossal Arena
- El Señor de los Anillos
- Genial (Schweizer Spielepreis al mejor juego de estrategia, 2004)
- Keltis (Spiel des Jahres, 2008)
- Kingdoms) (Premio Origins por mejor juego abstracto, 2002)
- Lost Cities (International Gamers Award al mejor juego de estrategia para dos jugadores, 2000)
- Medici
- Modern Art (Deutscher Spiele Preis, 1993 y Finnish Game of the Year, 2008)
- Oveja Negra
- Ra
- Samurai
- Star Trek: Expeditions, esperado para 2011
- Stephenson's Rocket
- Taj Mahal (Deutscher Spiele Preis, 2000 y Essen Feather, 2000)
- Through the Desert
- Tigris y Éufrates (Deutscher Spiele Preis, 1998)
- Torre de Babel (Schweizer Spielepreis al mejor juego de estrategia, 2005)
- Vampire
- Wer war's (Kinderspiel des Jahres, 2008 y Deutscher Kinderspiele Preis, 2008)
- Winner´s Circle
- MLEM agencia espacial (2024)